# Manuela Joest
Manuela Joest (* 2. Juli 1962 (Anm.) in Essen) ist eine deutsche Schauspielerin.

## Leben
Sie ist die Tochter des Schauspielers und Regisseurs Hans-Hermann Joest und der Schauspielerin und Soubrette Hilde Plaschke. Aufgewachsen ist sie vor allem in Hannover und Celle. Ihr erstes Engagement erhielt Joest 1979 an der Landesbühne Hannover. Außerdem trat sie bei Tourneen und 1985 bei den Schlossfestspiele Ettlingen auf.
Zu ihren Theaterrollen gehört die Selma in Die Ratten, die Hermia in Ein Sommernachtstraum, die Hedwig in Die Wildente, die Paula in Der Raub der Sabinerinnen, sowie die Titelrolle in Das Käthchen von Heilbronn und die Rolle der Celia in Wie es euch gefällt.
1985 spielte Joest in dem Fernsehfilm Backfischliebe eine deutsche Gutsbesitzerstochter, die kurz vor Kriegsausbruch 1939 einen jungen Engländer kennenlernt. Bekannt wurde die Schauspielerin auch durch die Rolle der Ulrike Wezlenbrink in der RTL-Serie Stadtklinik.

## Filmografie
- 1984: Und das zum 80. Geburtstag
- 1984: Der Jugendrichter (Serie)
- 1985: Backfischliebe
- 1993–94: Stadtklinik (Serie)
- 2002: Tatort – Lastrumer Mischung (Fernsehreihe)
- 2004: Innenleben